# Phare d'Amelia Island
Le phare d'Amelia Island (en anglais : Amelia Island Light) est un phare situé à l'extrémité nord de l'île d'Amelia, dans le comté de Nassau en Floride. C'est le plus ancien phare de la Floride. Il marque l'entrée du fleuve Saint Marys, à la baie de Cumberland et au port de Fernandina Beach.
Il est inscrit au Registre national des lieux historiques depuis le 13 février 2003 sous le n° 03000004.

## Historique
Le phare a été construit en 1838 avec des matériaux empruntés à l'ancien phare de Little Cumberland Island situé sur l'île de Cumberland, en Georgie, juste au nord de la crique construite en 1820. La tour en briques avait à l'origine une hauteur de 15 mètres et était située sur une colline. En 1881, une lanterne a été installée sur la tour, la hauteur étant alors de 20 mètres et la hauteur du plan focal de 33 mètres au-dessus du niveau de la mer.
La tour du phare qui se trouvait autrefois sur l’île Cumberland a été démontée et reconstruite sur Amelia Island en 1838. Le nouveau phare était à l’origine équipé de 14 lampes, chacune avec un réflecteur de 360 mm lorsqu’elle a été allumée pour la première fois en 1839 et augmenté à 380 mm en 1848. Cet transformation a été réalisé par une lentille de Fresnel de troisième ordre Barbier, Bénard et Turenne en 1903, qui est toujours active aujourd'hui.
Le phare a été automatisé en 1970. La lumière reste en fonctionnement, mais la structure du phare est maintenant une résidence privée. La propriété du phare a été transférée de la Garde côtière américaine à la ville de Fernandina Beach en 2001, qui conserve à présent le monument historique. La Garde côtière, cependant, est toujours responsable du fonctionnement de la balise. L'accès au phare est limité par la ville. À compter de 2015, le phare n'est pas ouvert au public, sauf le samedi, pendant trois heures seulement. La ville propose également des visites du phare deux fois par mois.

## Description
Le phare est une tourbcylindrique en brique portant galerie et lanterne  de 19,5 m de haut. La tour est peinte en blanc et la lanterne est noire. À proximité se trouve l'ancien bâtiment à carburant.
Il émet, à une hauteur focale de 32,5 m, un éclat blanc d'une seconde par période de 10 secondes. Sa portée est de 23 milles nautiques (environ 43 km). Il émet aussi un feu à secteurs rouge, pour marquer les hauts-fonds du détroit de Nassau avec une visibilité de 19 milles nautiques (environ 35 km).

## Caractéristiques dufeu maritime
Fréquence : 10 secondes (W)
- Lumière : 1 seconde
- Obscurité : 9 secondes

Identifiant : ARLHS : USA-010 ; USCG : 3-0565 ; Admiralty : J2856 . NGA : 11460

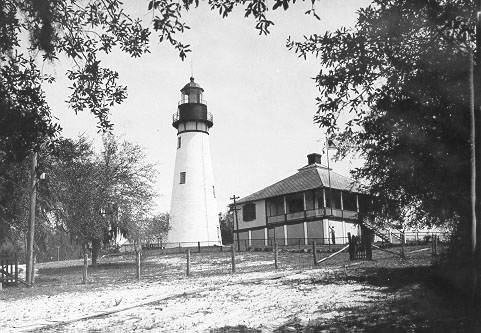
Le phare (photo USCG)
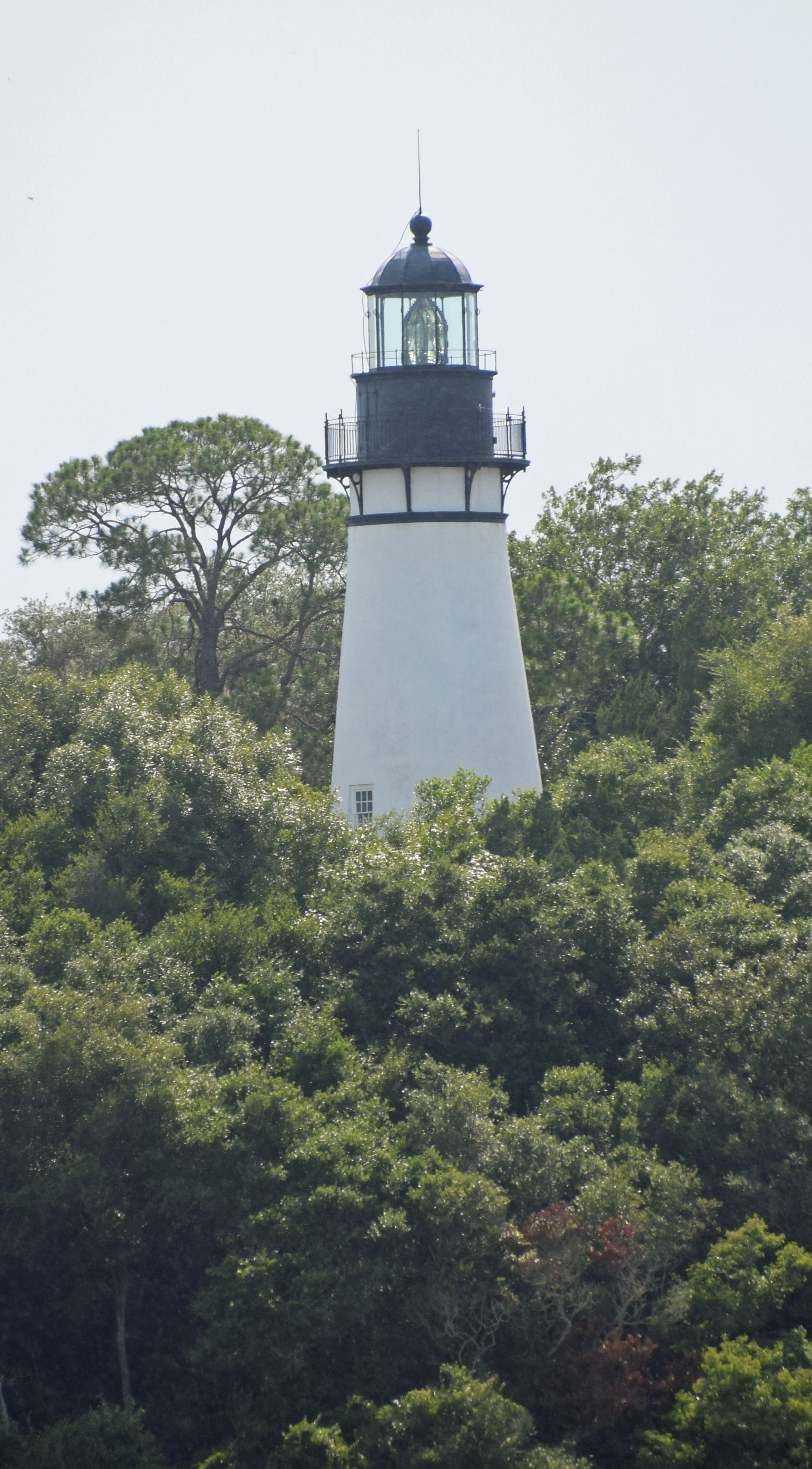
Le phare
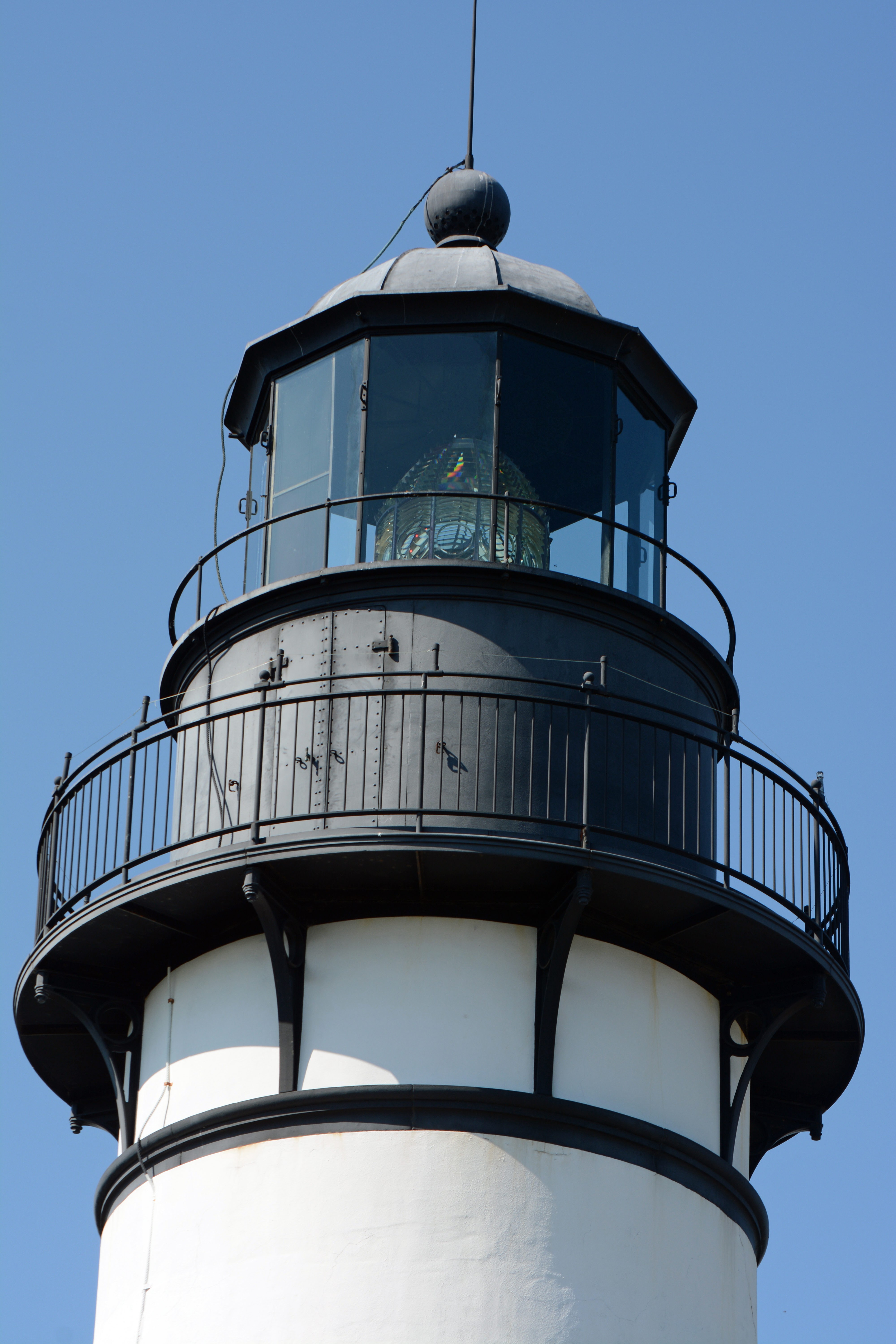
La lanterne

### Lien connexe
- Liste des phares en Floride